# Guillerval
Guillerval ist eine französische Gemeinde mit 812 Einwohnern (Stand: 1. Januar 2022) im Département Essonne in der Region Île-de-France; sie gehört zum Arrondissement Étampes und zum Kanton Étampes. Die Einwohner werden Guillervallois genannt.

## Geographie
Guillerval liegt etwa 57 Kilometer südsüdwestlich von Paris. Umgeben wird Guillerval von den Nachbargemeinden Étampes im Norden, Saclas im Osten, Le Mérévillois im Süden, Monnerville im Südwesten und Westen, Chalou-Moulineux im Westen sowie Chalo-Saint-Mars im Nordwesten.
Durch die Gemeinde führen die Route nationale 20 und die Bahnstrecke Paris–Bordeaux. Im Gemeindegebiet liegt ferner der Flugplatz Étampes-Mondésir.

## Bevölkerungsentwicklung
| Jahr                       | 1962 | 1968 | 1975 | 1982 | 1990 | 1999 | 2006 | 2019 |
| Einwohner                  | 625  | 420  | 425  | 587  | 686  | 708  | 748  | 814  |
| Quellen: Cassini und INSEE |      |      |      |      |      |      |      |      |

## Sehenswürdigkeiten
- Kirche Saint-Gervais-et-Saint-Protais aus dem 10. Jahrhundert, Umbauten aus dem 12. Jahrhundert, Monument historique seit 1981
- ehemaliges Waschhaus

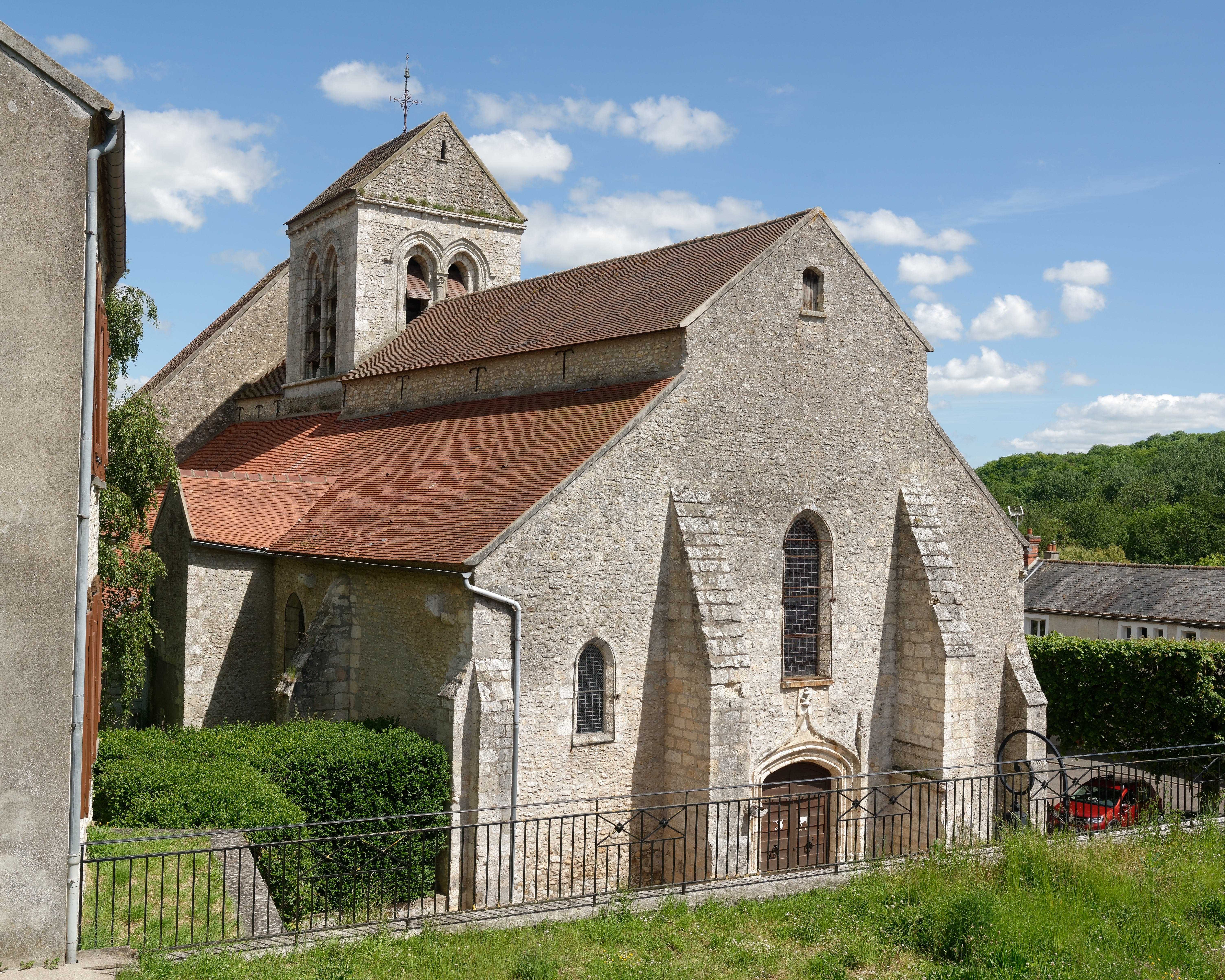
Kirche Saint-Gervais-et-Saint-Protais
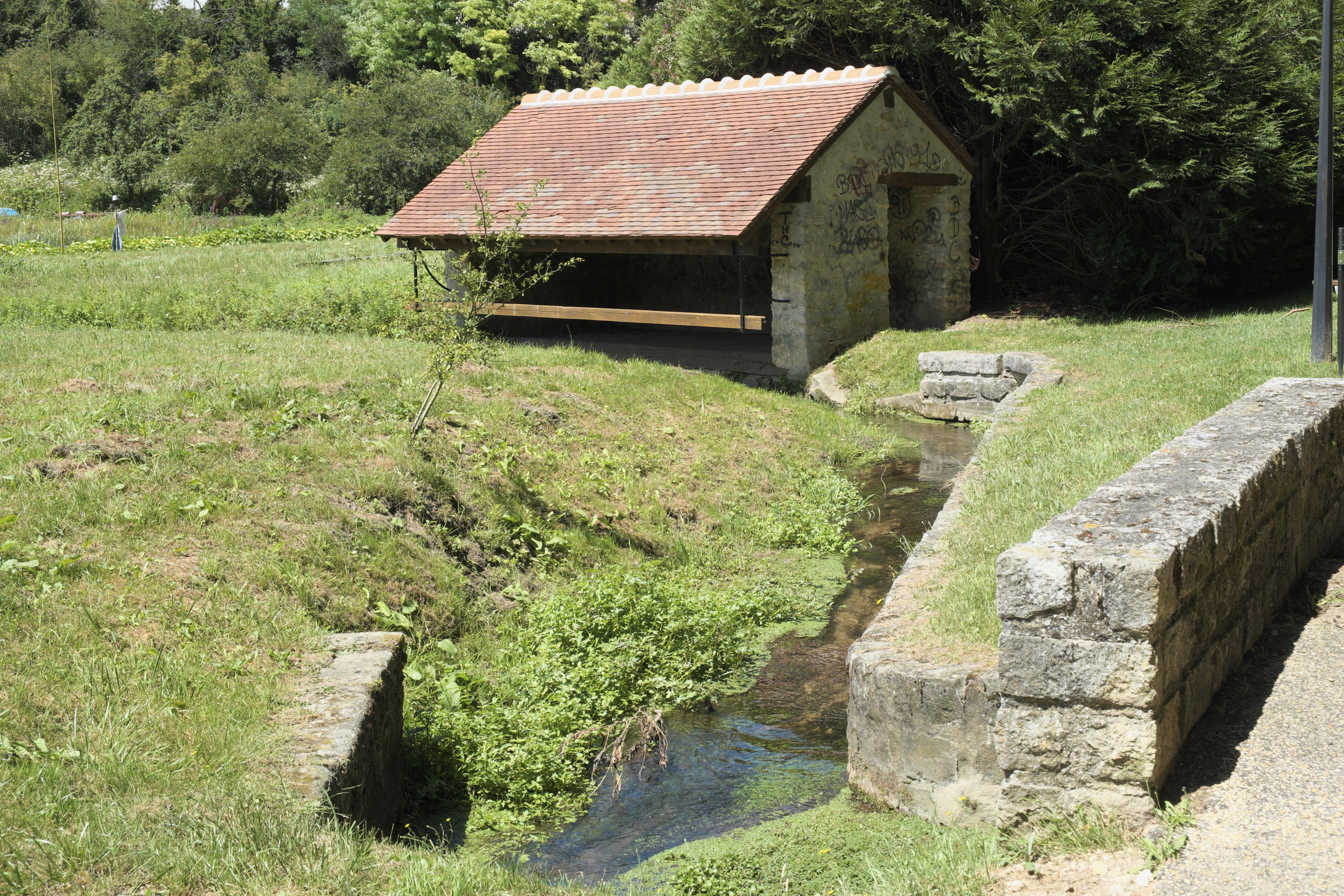
Ehemaliges Waschhaus (Lavoir)
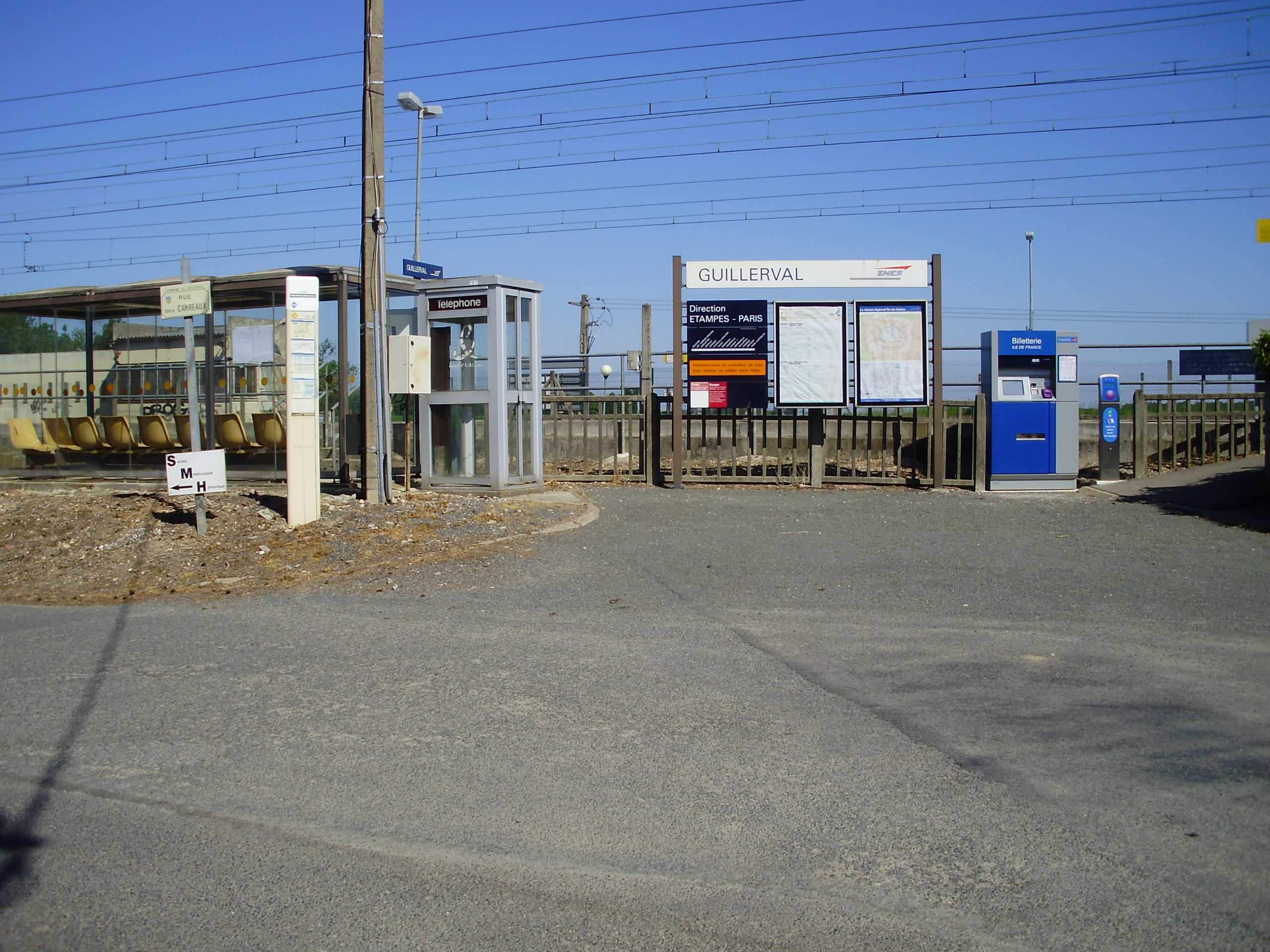
Bahnhof